# Guardia Real (Cuerpo de Seguridad)

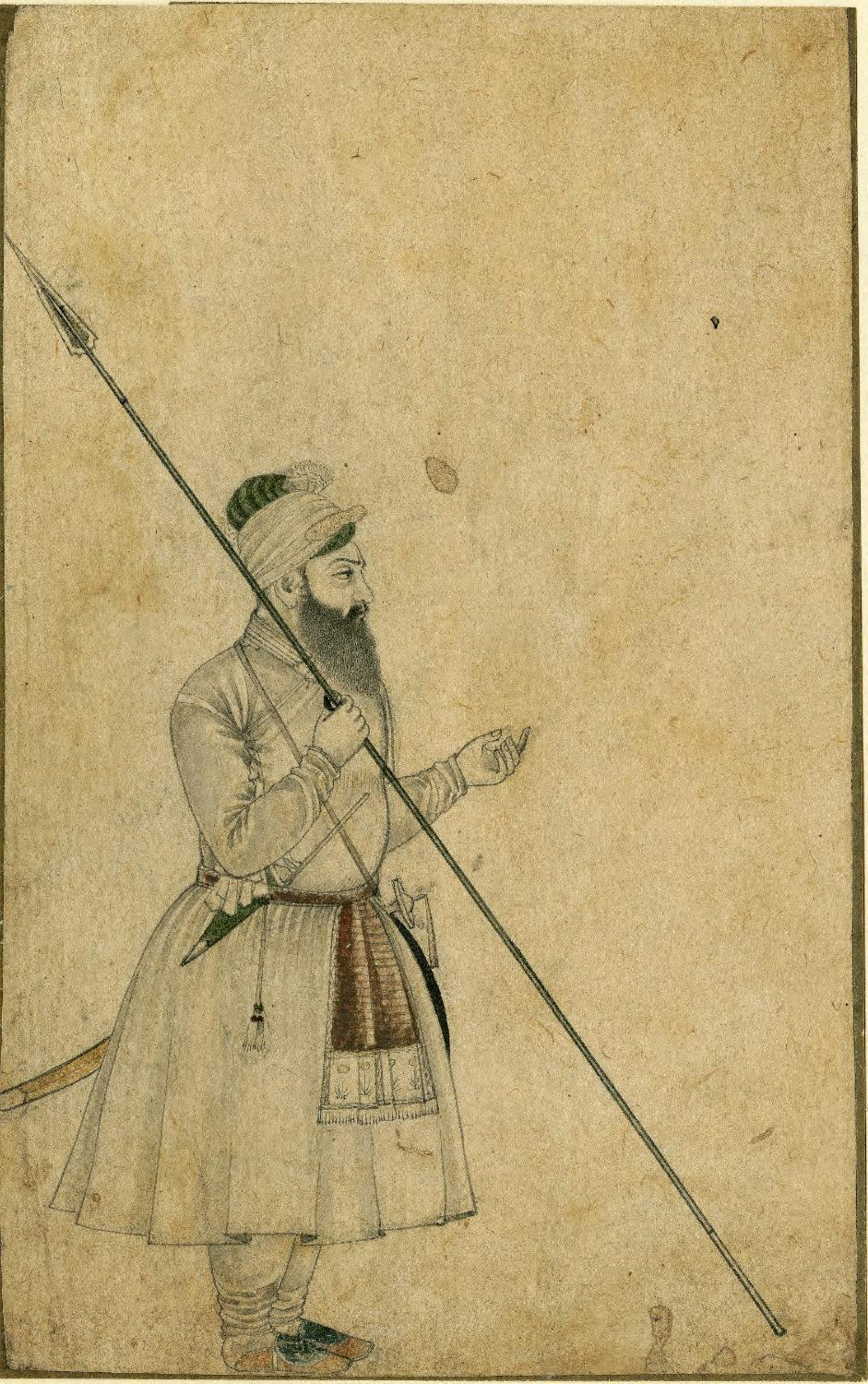
Sawar Khan, unos de los miembros de la Guardia Real del Emperador Shah Jahan

Guardia Real o Imperial: se describe a cualquier  grupo de guardaespaldas militares, soldados o servidores armados del Estado o privados responsables de la protección y seguridad de una persona real, como el Emperador / Emperatriz, el Rey / Reina o el Príncipe / Princesa y sus familiares más cercanos. A menudo son una unidad de élite de las fuerzas armadas regulares, o están designados como tales, y pueden mantener derechos o privilegios especiales.
Inicialmente está formada por los hijos jóvenes de la nobleza, que conviven en la Corte y que acompañan al rey, al mismo tiempo que reciben una buena educación y realizan diferentes labores de servicio e instrucción militar; posteriormente fueron armados convirtiéndose en la guardia más cercana y personal de los reyes. A partir de 1504 son armados con alabardas. Posteriormente esta guardia pasaría a llamarse Guardia Española, y en tiempos de Carlos I, Guardia Amarilla por sus vestimentas. Se van concentrando alrededor del rey todos los cuerpos: Guardia Real, Española, de Archeros, de Lancilla y Monteros de Espinosa. Durante el siglo XVI hubo diferentes reformas de la Guardia Real que se fueron aglutinando, permaneciendo al mismo tiempo los cuerpos que se mencionan en este epígrafe. Felipe V realizó la reestructuración de los cuerpos de guardias que había estado vigente durante los Austrias, encargando la misma al marqués de Louville, que disolvió los antiguos cuerpos reales y creó un Cuerpo de Casa Real con seis mil hombres, divididos en dos regimientos de infantería, el primero flamenco, el segundo español, y un regimiento de caballería para servicio directo de la familia real.

## Institución y tareas

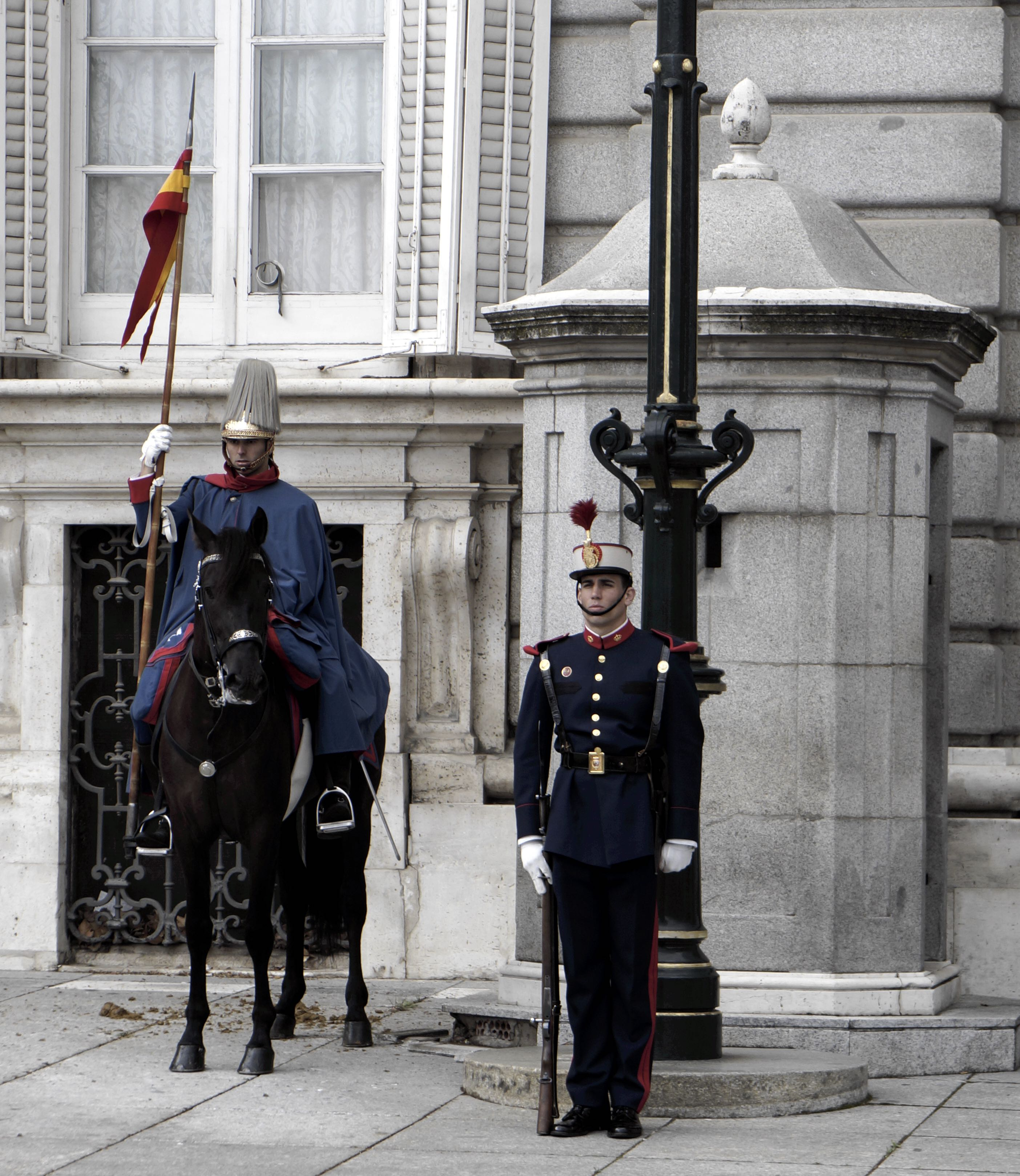
Guardias Reales en el Palacio Real de Madrid

Los Guardias Reales han formado históricamente tanto unidades puramente ceremoniales que sirven en las proximidades del monarca, como regimientos de todas las armas, formando una élite importante designada y destinada al servicio activo como parte del ejército. Un ejemplo de la primera categoría incluiría las Tropas de la Casa Real de la Monarquía española antes de 1930, que incluyen alabarderos y una escolta montada. Los ejemplos del segundo incluirían las guardias imperiales de los imperios ruso y alemán antes de 1917-18. 
Los monarcas con frecuencia modelaron sus Guardias Reales sobre los de otros gobernantes. Así, Napoleón I Garde Imperiale fue imitado por su oponente Alejandro I de Rusia, su sucesor borbónico Luis XVIII y su sobrino Napoleón III. El moderno Garderegiment Grenadiers en Jagers regiment de los Países Bajos y el Escorte Royale de Bélgica conservan características de uniformes y otras distinciones que se remontan a las influencias napoleónicas.

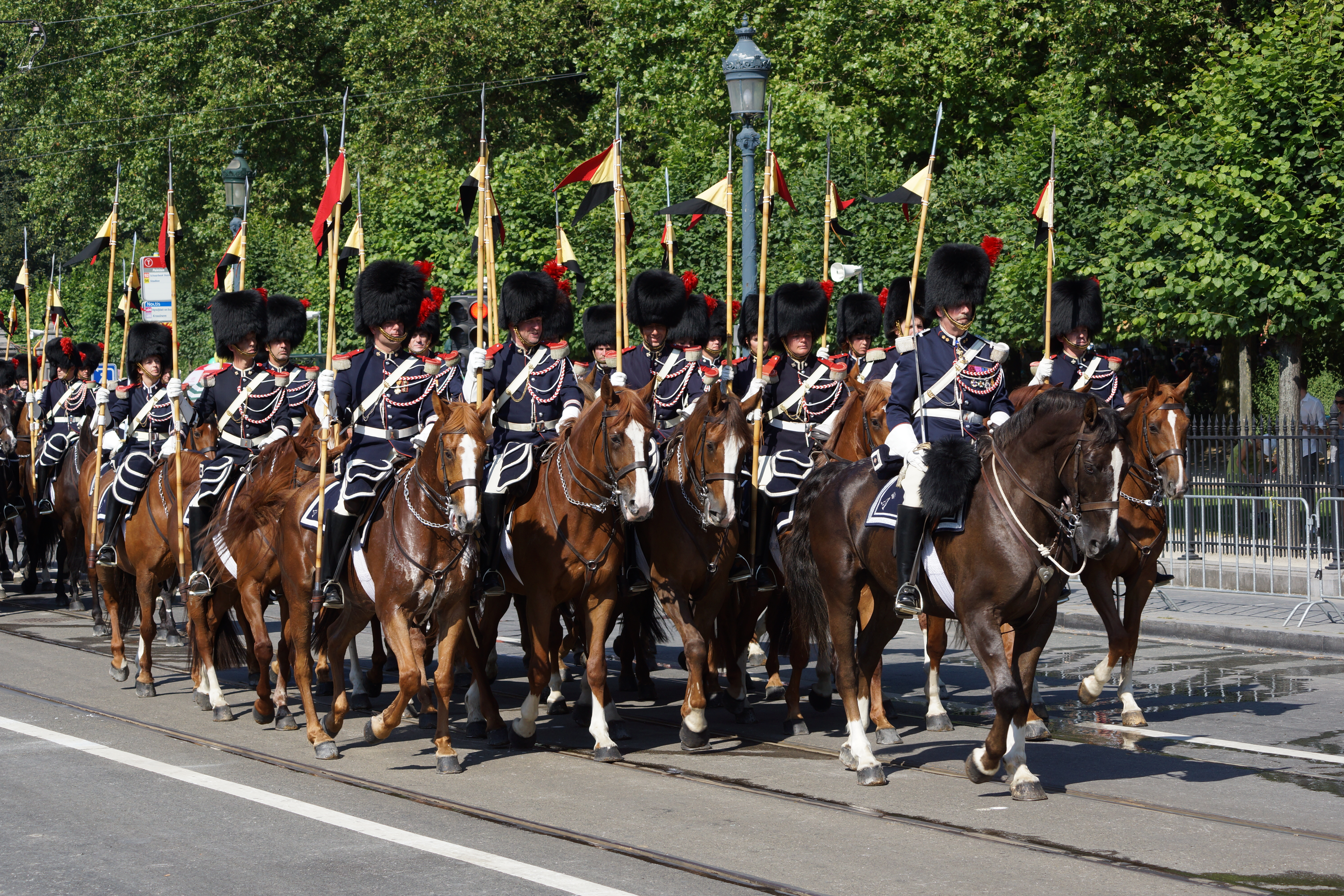
La Guardia Real Belga (Royal Escort) durante un desfile en el Día Nacional de Bélgica 2018

## Importancia Política
Debido a su posición y jerarquía en el  estado, su rol y naturaleza, los Guardias Reales frecuentemente han podido jugar un rol político más allá de los militares y sociales previstos. En tiempos de revolución, la continua lealtad o deserción de tales unidades a menudo ha jugado un papel clave en el resultado de un malestar más amplio. Ejemplos históricos fueron Inglaterra en 1688, España en 1808, Suecia en 1809, Francia en 1789 y nuevamente en 1814-15, Rusia en 1917 y Persia en 1906 y nuevamente en 1953. La Guardia pretoriana en la época  del Imperio romano también jugó ese rol a favor o en contra de los Cesares romanos.

## Ejemplos de Guardia Reales o Imperiales

### Edad Antigua
- Mesedi
- Somatophylakes
- Inmortales
- Guardia pretoriana
- Jovianos e Herculianos

### Ficción
- Guardia Real del Emperador

### Actualidad
- Guardia Real Británica
- Guardia Real Butanesa
- Guardia Real Española
- Guardia Real Noruega
- Guardia Real Tailandesa